# Ingo Enzenberger
Ingo Enzenberger (* 27. September 1987 in Gmunden) ist ein ehemaliger österreichischer Fußballspieler.

## Spielerkarriere
Enzenberger begann seine Karriere bei ASKÖ Pinsdorf, sowie in den Jugendmannschaften des SV Gmunden in Oberösterreich. 2002 kam er in das Bundesnachwuchszentrum des SV Austria Salzburg, wo er bis 2005 aktiv war. In diesem Jahr kam er in die Amateurmannschaft der neuen Bullen, den Red Bull Juniors, mit denen er den Aufstieg in die Erste Liga schaffte. Bis 2007 war Enzenberger bei den Red Bull Juniors. 
2007 nahm Enzenberger an der Junioren-Weltmeisterschaft in Kanada teil, wo er mit Österreich überraschend den vierten Platz erreichen konnte. Enzenberger wurde im ersten Gruppenspiel gegen die Juniorenmannschaft aus Kongo in der 90. Minute für Erwin Hoffer eingewechselt, was auch sein einziger Einsatz in diesem Turnier war. 
Nach dem vierten Platz bei der Junioren-WM wechselte er innerhalb der Ersten Liga zu ASK Schwadorf, wo er sofort zu einem Stammspieler wurde. Nachdem Schwadorf mit dem VfB Admira Wacker Mödling fusionierte, kam der damals Ausgeliehene zurück nach Salzburg, wo er mit den Juniors in der zweithöchsten Spielklasse in Österreich aktiv war. Nachdem sein Vertrag nach der Saison 2008/09 nicht verlängert wurde heuerte er für ein kurzes Gastspiel in Irland bei Galway United an. 
Ab 2010 war Ingo bei USK Anif unter Vertrag und sollte die Mannschaft dabei unterstützen den Aufstieg in die zweitklassige Erste Liga zu schaffen. 2012 erfolgte ein Wechsel zum TSV Neumarkt, bei dem er bis 2017 im Einsatz war und seine Karriere in weiterer Folge bis 2018 bei seinem Heimatklub, dem SV Gmunden, beendete.

### Näheres zu Position
Enzenberger konnte auch im offensiven bzw. im rechten offensiven Mittelfeld eingesetzt werden, spielte aber auch auf der Position des Außenstürmers.

## Trainerkarriere und weitere Laufbahn
Bereits seit April 2014 war Enzenberger im Besitz der ÖFB-D-Trainerlizenz. Später folgten noch die UEFA-C-Lizenz (Juni 2017) und die UEFA-B-Lizenz (Juli 2019). Noch während seiner aktiven Zeit als Fußballspieler war er von Sommer 2014 bis Sommer 2015 Co-Trainer im Nachwuchsbereich des TSV Neumarkt. Danach war zumindest für drei Jahre (2016 bis 2019) als Co-Trainer am NWS Traunsee beschäftigt.

## Erfolge
- 1× Meister Regionalliga West: 2006/07
- 3× Vizemeister Regionalliga West: 2004/05, 2005/06
- Halbfinale der U-20-Fußball-Weltmeisterschaft: Kanada 2007